# Патрік Баттістон
Патрік Баттістон (фр. Patrick Battiston, нар. 12 березня 1957, Амневіль) — французький футболіст, захисник.
Насамперед відомий виступами за клуби «Мец» та «Бордо», а також національну збірну Франції.
П'ятиразовий чемпіон Франції. Дворазовий володар Кубка Франції. Володар Суперкубка Франції. У складі збірної — чемпіон Європи.

## Клубна кар'єра
У дорослому футболі дебютував 1973 року виступами за команду клубу «Мец», в якій провів сім сезонів, взявши участь у 181 матчі чемпіонату. Більшість часу, проведеного у складі «Меца», був основним гравцем захисту команди.
Протягом 1980—1983 років захищав кольори команди клубу «Сент-Етьєн».
Своєю грою за останню команду привернув увагу представників тренерського штабу клубу «Бордо», до складу якого приєднався 1983 року. Відіграв за команду з Бордо наступні чотири сезони своєї ігрової кар'єри. Граючи у складі «Бордо» також здебільшого виходив на поле в основному складі команди. За цей час тричі виборював титул чемпіона Франції, ставав володарем Кубка Франції (двічі), володарем Суперкубка Франції.
Протягом 1987—1989 років захищав кольори команди клубу «Монако».
Завершив професійну ігрову кар'єру у клубі «Бордо», у складі якого вже виступав раніше. Прийшов до команди 1989 року, захищав її кольори до припинення виступів на професійному рівні у 1991.

### Клубна статистика. Чемпіонат та Кубки Франції. 1973—1991
| Сезон       | Клуб         | Ліга        | Чемпіонат  | Чемпіонат | Чемпіонат | Кубок Франції | Кубок Франції | Кубок Франції | Суперкубок | Суперкубок | Суперкубок |
| ----------- | ------------ | ----------- | ---------- | --------- | --------- | ------------- | ------------- | ------------- | ---------- | ---------- | ---------- |
| Сезон       | Клуб         | Ліга        | Досягнення | Матчі     | Голи      | Досягнення    | Матчі         | Голи          | Досягнення | Матчі      | Голи       |
| 1973-74     | «Мец»        | Д1          | 11         | 6         | 0         | 1/8           | 1             | 0             | —          | —          | —          |
| 1974-75     | «Мец»        | Д1          | 8          | 4         | 0         | —             | —             | —             | —          | —          | —          |
| 1975-76     | «Мец»        | Д1          | 6          | 31        | 2         | 1/2           | 4             | 0             | —          | —          | —          |
| 1976-77     | «Мец»        | Д1          | 8          | 37        | 3         | 1/16          | 3             | 0             | —          | —          | —          |
| 1977-78     | «Мец»        | Д1          | 12         | 36        | 5         | 1/8           | 1             | 2             | —          | —          | —          |
| 1978-79     | «Мец»        | Д1          | 5          | 36        | 5         | 1/16          | 3             | 0             | —          | —          | —          |
| 1979-80     | «Мец»        | Д1          | 17         | 31        | 5         | 1/8           | 3             | 0             | —          | —          | —          |
| 1980-81     | «Сент-Етьєн» | Д1          |            | 38        | 4         |               | 10            | 0             | —          | —          | —          |
| 1981-82     | «Сент-Етьєн» | Д1          |            | 35        | 1         |               | 9             | 0             | —          | —          | —          |
| 1982-83     | «Сент-Етьєн» | Д1          | 14         | 29        | 3         | 1/16          | 2             | 1             | —          | —          | —          |
| 1983-84     | «Бордо»      | Д1          |            | 3         | 1/8       | 5             | 0             | —             | —          | —          |            |
| 1984-85     | «Бордо»      | Д1          |            | 33        | 6         | 1/16          | 3             | 0             | *          | 1          | 0          |
| 1985-86     | «Бордо»      | Д1          |            | 35        | 1         |               | 10            | 0             | **         | 1          | 0          |
| 1986-87     | «Бордо»      | Д1          |            | 32        | 0         |               | 1             | 1             | —          | —          | —          |
| 1987-88     | «Монако»     | Д1          |            | 35        | 0         | 1/16          | 3             | 0             | —          | —          | —          |
| 1988-89     | «Монако»     | Д1          |            | 33        | 1         |               | 9             | 0             | —          | —          | —          |
| 1989-90     | «Бордо»      | Д1          |            | 38        | 0         | 1/4           | 4             | 0             | —          | —          | —          |
| 1990-91     | «Бордо»      | Д1          | 10         | 33        | 1         | 1/32          | 1             | 0             | —          | —          | —          |
| ВСЬОГО      | «Мец»        | Д1          | 7 сезонів  | 181       | 20        | 6 стартів     | 18            | 2             | —          | —          | —          |
| ВСЬОГО      | «Сент-Етьєн» | Д1          | 3 сезони   | 102       | 8         | 3 старти      | 21            | 1             | —          | —          | —          |
| ВСЬОГО      | «Бордо»      | Д1          | 6 сезонів  | 207       | 11        | 6 стартів     | 24            | 1             | 2          | 2          | 0          |
| ВСЬОГО      | «Монако»     | Д1          | 2 сезони   | 68        | 0         | 2 старти      | 12            | 0             | —          | —          | —          |
| ВСЬОГО в Д1 | ВСЬОГО в Д1  | ВСЬОГО в Д1 | 18 сезонів | 558       | 39        | 16 стартів    | 75            | 4             | 2          | 2          | 0          |

 * — у 1955—1973, 1985–86 роках приз мав назву Виклик чемпіонів (фр. Challenge des champions). Матч відбувся в Бордо 18 грудня 1985 року. «Бордо» — чемпіон Франції поступився володарю Кубка — «Монако». Основний та додатковий час — 1:1, пен. — 7:8. Баттістон зіграв увесь матч.
 ** — Матч відбувся в Пуент-а-Пітр, Гваделупа 23 січня 1987 року. «Бордо» — чемпіон Франції переміг володаря Кубка — «Парі Сен-Жермен» — 1:0. Баттістон зіграв весь матч.

## Єврокубки
З 9 стартів у європейських клубних турнірах найкращі досягнення — півфінали у розіграшах Кубка чемпіонів 1984—85 та Кубка кубків 1986-87 у складі «Бордо».
Два м'ячі забив у Кубку чемпіонів сезону 1984—85 років.
Перший гол — в стартовому матчі турніру у ворота «Атлетіка» з Більбао. «Бордо» переміг тоді 3:2.
Другий — у повторному півфінальному матчі на рідному стадіоні — «Ювентусу». Попри перемогу 2:0, клуб Патріка завершив свій виступ, бо в Турині двома тижнями раніше аквітанці поступилися 0:3.

### Статистика виступів у єврокубках
| Сезон             | Клуб              | Турнір          | Досягнення    | Матчі | Голи |
| ----------------- | ----------------- | --------------- | ------------- | ----- | ---- |
| 1980–81           | «Сент-Етьєн»      | Кубок УЄФА      | 1/4 фіналу    | 8     | 0    |
| 1981–82           | «Сент-Етьєн»      | Кубок чемпіонів | Кваліф. раунд | 2     | 0    |
| 1982–83           | «Сент-Етьєн»      | Кубок УЄФА      | 1/16 фіналу   | 3     | 0    |
| 1983-84           | «Бордо»           | Кубок УЄФА      | 1/32 фіналу   | 2     | 0    |
| 1984-85           | «Бордо»           | Кубок чемпіонів | Півфінал      | 8     | 2    |
| 1985-86           | «Бордо»           | Кубок чемпіонів | 1/16 фіналу   | 2     | 0    |
| 1986-87           | «Бордо»           | Кубок кубків    | Півфінал      | 7     | 0    |
| 1988-89           | «Монако»          | Кубок чемпіонів | 1/4 фіналу    | 6     | 0    |
| 1990-91           | «Бордо»           | Кубок УЄФА      | 1/8 фіналу    | 5     | 0    |
| ВСЬОГО            | «Сент-Етьєн»      | 3 євросезони    | 3 євросезони  | 13    | 0    |
| ВСЬОГО            | «Бордо»           | 5 євросезонів   | 5 євросезонів | 24    | 2    |
| ВСЬОГО            | «Монако»          | 1 євросезон     | 1 євросезон   | 6     | 0    |
| ВСЬОГО за кар'єру | ВСЬОГО за кар'єру | 9 євросезонів   | 9 євросезонів | 43    | 2    |

## Виступи за збірну
Протягом кар'єри у національній команді, яка тривала трохи понад 12 років, провів у формі головної команди країни 56 матчів, забивши 3 голи.
23 лютого 1977 року дебютував в офіційних матчах у складі національної збірної Франції. У Парижі в товариському матчі з командою ФРН «триколірні» перемогли — 1:0. Перший м'яч забив 3 вересня 1979 року в поєдинку кваліфікації до чемпіонату Європи 1980 року зі шведами у Стокгольмі. Патрік провів третій гол у тій грі, зробивши перемогу французів незворотною — 3:1.
В листопаді 1982 року у Роттердамі він відзначився вдруге: Голландія — Франція 1:2. Ця гра мала товариський характер.
Останній м'яч за збірну забив в Люксембурзі 13 жовтня 1984 року, відкривши рахунок у відбірковому матчі до чемпіонату світу 1986 року з командою Люксембургу. Франція виграла тоді — 4:0. А завершив свої виступи за «синіх» 24 квітня 1989 року на рідному Парк де Пренсі, теж у кваліфікаційній грі до італійського чемпіонату світу 1990 року проти Югославії — 0:0.
8 липня 1982 року в Севільї у півфінальному матчі першості світу зі збірною ФРН на 57-ій хвилині він вийшов сам на сам з Тоні Шумахером — воротарем німців. Останній зіграв відверто грубо, серйозно травмувавши француза. Патрік, за свідченням колег по команді, знепритомнів, зблід, у нього не бився пульс. Він вийшов на заміну на початку другого тайму, і провів на полі лише 7 хвилин. Його просто зі стадіону відвезли до госпіталю, де діагностували: перелом шийних хребців і травму щелепи з втратою кількох зубів. Пізніше Шумахер вибачився й навіть оплатив певну частину витрат на лікування Баттістона, але цей епізод ввійшов до футбольної історії з сумним осадом. Порушник не був покараний навіть жовтою карткою, не було призначено також пенальті у ворота збірної ФРН, оскільки інцидент стався у карному майданчику. На щастя, Баттістон одужав, і ще 9 сезонів грав у футбол на вищому європейському та світовому рівні.

### Статистика матчів за збірну
| Турнір           | Матчі | Перемоги | Нічиї | Поразки | Голи |
| ---------------- | ----- | -------- | ----- | ------- | ---- |
| Товариські матчі | 25    | 16       | 5     | 4       | 1    |
| Чемпіонат Європи | 5     | 5        | 0     | 0       | 0    |
| Кваліфікація ЧЄ  | 7     | 4        | 3     | 0       | 1    |
| Чемпіонат світу  | 11    | 5        | 3     | 3       | 0    |
| Кваліфікація ЧС  | 8     | 6        | 2     | 0       | 1    |
| ВСЬОГО           | 56    | 36       | 13    | 7       | 3    |

### На чемпіонатах світу та Європи
У складі збірної був учасником:
- чемпіонату світу 1978 року в Аргентині, на якому «сині» посіли 3-є місце в групі;
- чемпіонату світу 1982 року в Іспанії, на якому французи посіли 4-е місце;
- чемпіонату Європи 1984 року у Франції, здобувши титул чемпіона;
- та чемпіонату світу 1986 року у Мексиці, на якому команда виборола бронзові нагороди.

| Рік  | Турнір           | Місце | Матчі | Перемоги | Нічиї | Поразки | Голи |
| ---- | ---------------- | ----- | ----- | -------- | ----- | ------- | ---- |
| 1978 | Чемпіонат світу  | 12    | 1     | 0        | 0     | 1       | 0    |
| 1982 | Чемпіонат світу  | 4     | 3     | 1        | 1     | 1       | 0    |
| 1984 | Чемпіонат Європи |       | 5     | 5        | 0     | 0       | 0    |
| 1986 | Чемпіонат світу  |       | 7     | 4        | 2     | 1       | 0    |

## Титули і досягнення

### Клуб
- Ліга 1:
  -  Чемпіон (5):  «Сент-Етьєн»: 1980-81

   «Бордо»: 1983-84, 1984-85, 1986-87
   «Монако»: 1987-88
-  Віце-чемпіон (2): «Сент-Етьєн»: 1981-82

«Бордо»: 1989-90
-  Третє місце (1): «Бордо»: 1985-86

    «Монако»: 1988-89
- Кубок Франції:
  -  Володар (2): «Бордо»: 1985-86, 1986-87
  -  Фіналіст (3): «Сент-Етьєн»: 1980-81, 1981-82

  «Монако»: 1988-89
- Суперкубок Франції:
  -  Володар (1): «Бордо»: 1986
  -  Фіналіст (1): «Бордо»: 1985

### Збірна
- Чемпіонат Європи з футболу:
  -  Чемпіон: 1984
- Чемпіонат світу з футболу:
  -  Третє місце: 1986